# Ixil
Ixil, majanski narod srodan jezično Aguacatecima, naseljen u gvatemalskim departmanima Quiché i Huehuetenango na sjevernim obroncima planinskog lanca Altos Cuchumatanes, i središnje područje na rubu tropske kišne šume, između njega i prema i planini Chama (Sierra de Chama).
Ixil populacija iznosi oko 80.000 u općinama Nebaj, Cotzal i Chajul, gdje se govore tri varijante ixilskog jezika, koji se ponekad smatraju za dijalekte istog, ali danas su priznati kao 3 različita jezika, to su chajul ixil u departmanu Quiché, 18.000 (1998 SIL); nebay ixil, 35.000 (1991 SIL), također u departmanu Quiché; i san juan cotzal ixil,  16.000 (1998 SIL).
Ixili su uzgajivači kukuruza koji se služe tehnikom posijeci-i-spali, (jedna žetva godišnje), a uz to uzgaja se i grah, kava, jabuka, krumpir i guisquil (čajot, meksički krastavac, Sechium edule), vrsta povrća porodice Cucurbitaceae, kojeg su Asteci nazivali chayolt, nalik avokadu, a okusa po krumpiru